# 99 př. n. l.

## Události

### Řím
- Konzulové: Aulus Postumius Albinus a Marcus Antonius Orator.

## Hlavy států
- Parthská říše – Mithradatés II. (124/123 – 88/87 př. n. l.)
- Egypt – Ptolemaios X. Alexandros (110 – 109, 107 – 88 př. n. l.)
- Čína – Wu-ti (dynastie Západní Chan)